# Parque do Povo (Berkeley)

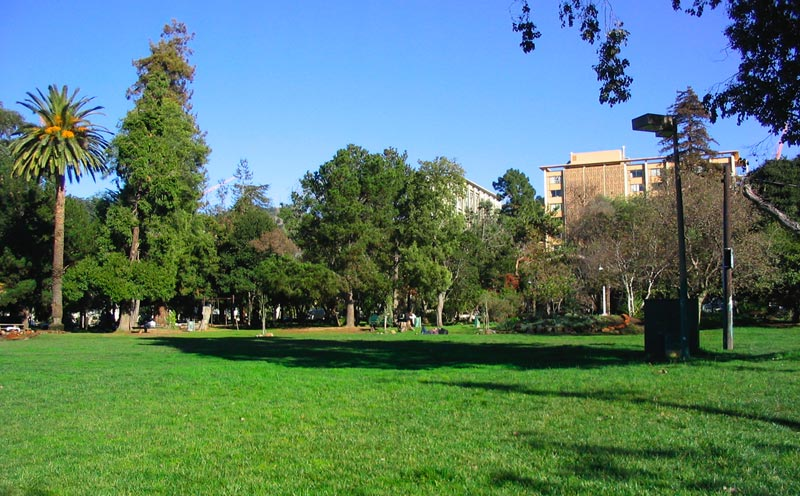
Parque do Povo, Berkeley

Parque do Povo, em Berkeley (Califórnia), Califórnia, EUA, é um parque perto da Universidade da Califórnia (Berkeley). O parque foi criado durante o ativismo político radical dos anos 1960.
Atualmente, o Parque do Povo é um parque público gratuito. Embora aberto a todos, é principalmente um santuário da grande população de sem-tetos de Berkeley, que, assim como outras pessoas, recebem refeições do grupo Food Not Bombs. Banheiros públicos estão disponíveis, e o parque dispõe de inovadores jardins de demonstração, inclusive de jardinagem orgânica comunitária e áreas com plantas nativas da Califórnia, todos os quais foram criados por jardineiros voluntários. Os estudantes usam as quadras de basquete. Um público mais amplo é atraído por manifestações ocasionais, shows e eventos de hip-hop realizados no Palco do Povo, um coreto de madeira projetado e construído no extremo oeste do parque por voluntários organizados pelo Conselho do Parque do Povo. Moradores, e aqueles que usam o parque para o lazer, às vezes experimentam conflitos com alguns sem-tetos mais agressivos no Parque do Povo.
A mitologia do parque é uma parte importante da cultura local. O bairro South Campus foi palco de um grande confronto entre manifestantes estudantis e a polícia em maio de 1969. Um mural perto do parque, pintado pelo artista nativo O'Brien Thiele e o advogado/artista Osha Neumann, representa o tiro  de James Rector, um estudante que morreu após  ser ferido por tiros de espingarda infligidos pela polícia em 15 de maio de 1969.